# Derek (Film)
Derek ist ein Dokumentarfilm von Isaac Julien über Leben und Werk des britischen Künstlers und Filmemachers Derek Jarman aus dem Jahr 2008. Der Film kombiniert drei zentrale Bestandteile: er beginnt mit dem Brief „Letter to an Angel“, den die Schauspielerin Tilda Swinton acht Jahre nach Jarmans Tod an den befreundeten Regisseur gerichtet hat. Im Zentrum steht ein bis dahin unveröffentlichtes Interview von Colin McCabe mit Jarman. Den ganzen Film begleiten Ausschnitte aus Jarmans Filmen und seinem übrigen Werk.

## Kritiken
- „Derek ist wie ein Blitzlicht, das noch einmal die inspirierende Kraft von Derek Jarmans Person und seinem Werk in groben Pinselstrichen aufleuchten lässt. Der Film ist kein biografischer Nachruf auf einen verstorbenen Künstler. Im Gegenteil: mit viel Liebe, Herz und Entschlossenheit werden die Ideen Jarmans und seine gemeinschaftsbildende Art Filme zu machen wieder in die Gegenwart geholt.“ (Festivalblog)[1]